# 24/7
24/7 (двадцать четыре часа, семь дней в неделю) — термин, использующийся как правило при описании работы служб (сервисов). Ранее в таком режиме работали в основном экстренные службы, но на данный момент многие коммерческие корпорации развёртывают систему круглосуточного обслуживания без выходных дней. Также имеется версия 24/7/365, означающая отсутствие перерывов даже на праздники.

## Определение
Термин 24/7 используется для описания всех служб, предоставляющих свои услуги вне зависимости от текущего времени и дня недели. К таким службам относятся, например: супермаркеты, банкоматы, автозаправочные станции, рестораны, отели, телефонные службы. Но иногда, даже службы 24/7 могут приостанавливать работу, например — на важные праздники.

## Критика
- В сети Интернет велись споры о правдивости статуса 24/7 у некоторых сайтов, которые, несмотря на круглосуточный сервис, не имеют обслуживающего персонала в ночные часы[1]
- Работники некоторых сфер деятельности также хотели подвести своё рабочее время под 24/7; с тех пор появились публичные дебаты на эту тему.[2]